# 領報神学校
領報神学校（りょうほうしんがっこう、ラテン語: Seminarium Annuntiationis）は、通常白鹿上書院、上書院と呼ばれ、中華人民共和国四川省成都市所轄の彭州市白鹿鎮書院村に位置するフランス式のカトリック教会建築である。1895年に建てられた。2006年に領報神学校は全国重点文物保護単位となった。
1865年、フランス人宣教師パンション（Annet-Théophile Pinchon, M.E.P., 中国名： 洪広化）は四川に赴いてカトリック四川代牧区司教に就き、そして1895年に領報神学校の建築を開始する。領報神学校は1908年に竣工し、合わせて13年の歳月を費やし、この工事で動員された参加者は千人近くになった。竣工後、領報神学校は主にカトリック宣教師の養成に用いられ、1933年に神哲学院に改められ、当時の中国西南地区でカトリック聖職者を養成する重要な場所となった。1934年、領報神学校は土石流の襲擊で被害を受け、その後は修復されることなく、放棄されて現在に至る。
領報神学校は2008年5月12日の四川大地震で重大な被害を受け、その大部分が崩壊した。